# Shadia Habbal
Shadia Habbal (àrab: شادية رفاعي حبال)  (Homs, segle XX) (en àrab: شادية رفاعي حبال) és una astrònoma i física sirioamericana especialitzada en física espacial. Professora de física solar, la seva investigació se centra en el vent solar i l'eclipsi solar.

## Joventut i educació
Va néixer com a Shadia Na'im Rifa'i a la ciutat de Homs, on va acabar l'educació secundària. Després es va matricular a la Universitat de Damasc on es va llicenciar en física i matemàtiques. Va rebre un màster en física a la Universitat Americana de Beirut abans de rebre el seu doctorat a la Universitat de Cincinnati.

## Carrera professional
Va completar un període d'ASP d'un any al National Center for Atmospheric Research (1977-1978) i es va incorporar al Centre d'Astrofísica (Harvard & Smithsonian) el 1978 on va establir un grup de recerca en física solar-terrestre, càrrec que va mantenir fins a l'any 2000. Habbal també va ser nomenada professora de física solar-terrestre a l'Institut de Ciències Físiques i Matemàtiques de la Universitat de Gal·les (Aberystwyth). Entre (1995-2000) va ser professora a la Universitat Harvard.
El 2002 va ser nomenada editora del Journal of Geophysical Research, secció Space Physics. Habbal és membre de molts organismes professionals, com ara la Societat Astronòmica Americana, la Unió Astronòmica Internacional, l'Institut d'Astronomia de Hawaii, a més de ser membre de la Royal Astronomical Society.

## Investigació

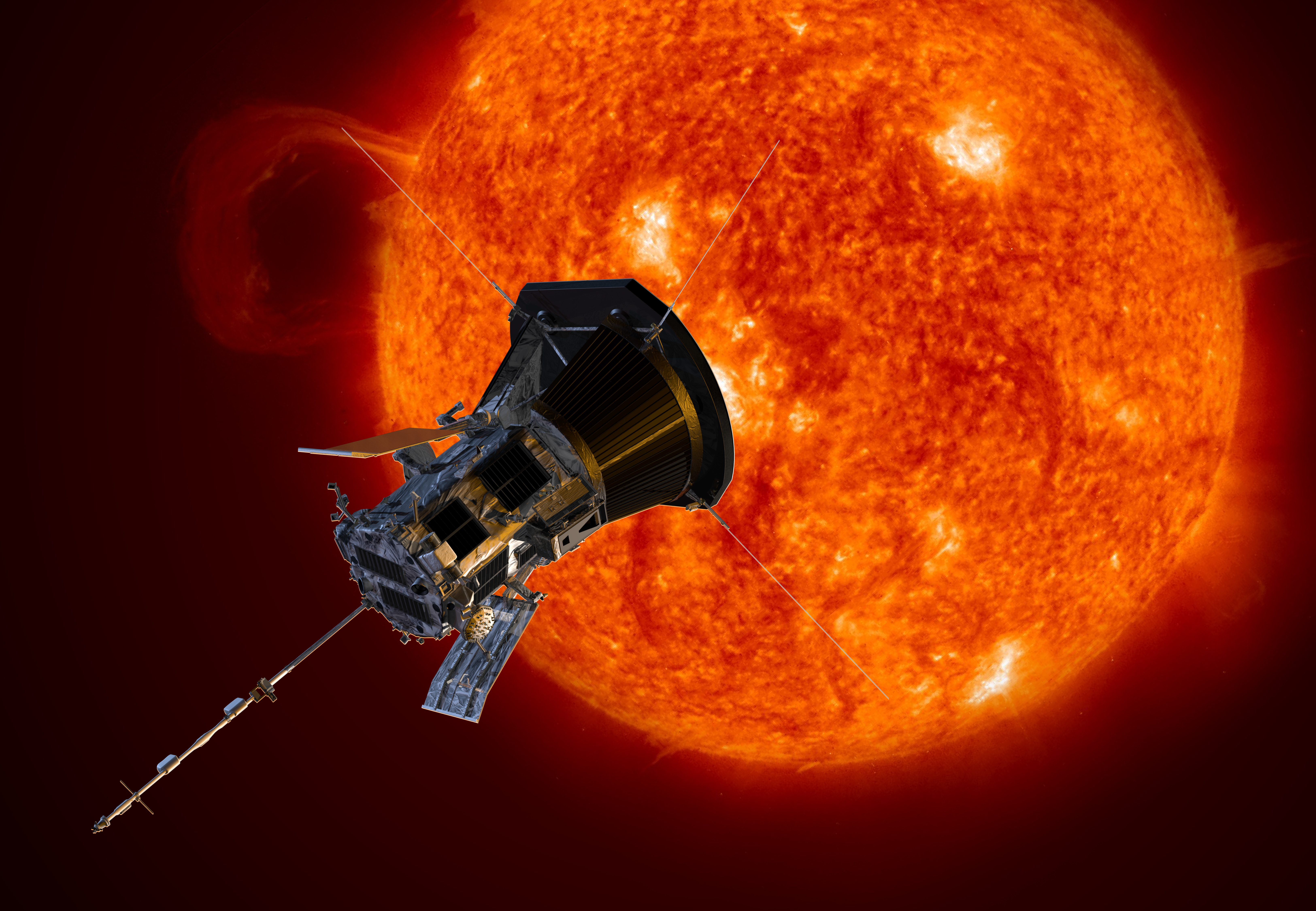
Sonda solar Parker

Habbal se centra en l'origen i l'evolució del vent solar, els camps magnètics solars i les observacions polarimètriques d'eclipsi. Va dirigir 10 expedicions per a observar eclipsi solar, visitant llocs com l'Índia (1995), Guadalupe (1998), la Xina (2008) i la Polinèsia Francesa (2010).
Habbal va dirigir un equip de l'Institut d'Astronomia de Hawaii que va participar en l'observació de la corona solar durant l'eclipsi en associació amb la NASA el 2006, 2008 i 2009, també va tenir un paper clau en l'establiment de la sonda solar Parker de la NASA, que es va llançar el 2018. i va ser la primera nau espacial que va volar cap a la corona solar.

## Premis i honors
- Pionera, Arab Thought Foundation, desembre de 2004.[4]
- Certificat de professora convidada de la Universitat de Ciència i Tecnologia de la Xina, Hefei, 4 de setembre de 2001.[4]
- NASA Group Achievement Award, Spartan 201 white Light Coronagraph Team, Washington DC, 14 d'agost de 2000.[4]
- Premi Sèrie de Conferències de Dones Aventureres, Comitè del Programa de Dones del Centre Harvard-Smithsonian d'Astrofísica, 8 de juny de 1998.[4]
- Certificat d'agraïment per un servei i suport excepcionals - Harvard-Smithsonian Center for Astrophysics, 19 de desembre de 1997.[4]
- Certificat d'agraïment per un servei excepcional- National Research Council, Board on Atmospheric Sciences and Climate, 1996.[4]
- Certificat de premi en reconeixement d'un èxit especial que reflecteix un alt nivell d'assoliment, Smithsonian Institution, 25 de juliol de 1993.[4]

## Selecció de publicacions
- Sigernes, Fred; Ellingsen, Pål Gunnar; Partamies, Noora «Video cascade accumulation of the total solar eclipse on Svalbard 2015» (en anglès). Geoscientific Instrumentation, Methods and Data Systems, 6(1), 13-01-2017, pàg. 9–14. DOI: 10.5194/GI-6-9-2017. ISSN: 2193-0856.
- Hrazdíra, Zdeněk; Druckmüller, Miloslav; Habbal, Shadia «Iterative Phase Correlation Algorithm for High-precision Subpixel Image Registration» (en anglès). The Astrophysical Journal. Supplement Series, 247(1), 20-02-2020, pàg. 8. DOI: 10.3847/1538-4365/AB63D7. ISSN: 0067-0049.
- Hrazdíra, Zdeněk; Druckmüller, Miloslav; Habbal, Shadia «Measuring Solar Differential Rotation with an Iterative Phase Correlation Method» (en anglès). The Astrophysical Journal. Supplement Series, 252(1), 23-12-2020, pàg. 6. DOI: :10.3847/1538-4365/ABC702.
- Boe, Benjamin; Habbal, Shadia; Druckmüller, Miloslav; Ding, dalbert; Hodérova, Jana; Štarha, Pavel «"CME-induced Thermodynamic Changes in the Corona as Inferred from Fe xi and Fe xiv Emission Observations during the 2017 August 21 Total Solar Eclipse» (en anglès). The Astrophysical Journal, 888(2), 14-01-2020, pàg. 100. DOI: 10.3847/1538-4357/AB5E34. ISSN: 0004-637X.
- Boe, Benjamin; Habbal, Shadia; Druckmüller, Miloslav «Coronal Magnetic Field Topology from Total Solar Eclipse Observations» (en anglès). The Astrophysical Journal, 895(2), 03-06-2020, pàg. 123. DOI: 10.3847/1538-4357/AB8AE6. ISSN: 0004-637X.